# A4 (Ivoorkust)
De A4 of Route nationale 4 (A4) is een autoweg in Ivoorkust, die van oost naar west door het land loopt. 
De weg verbindt de A1 vanaf Akoupé in het oosten, kruist de A3 ten zuiden van Yamoussoukro, de A2 ter hoogte van Gagnoa en loopt verder westwaarts tot Didiagué ten noorden van San-Pédro. Op de A4 zijn bruggen over de rivieren Bandama, Kan en Nzi.
Langs deze weg worden exportproducten als koffie, cacao en tropisch hardhout vanuit het binnenland vervoerd naar de zeehaven van San-Pédro.